# Ram Rampage

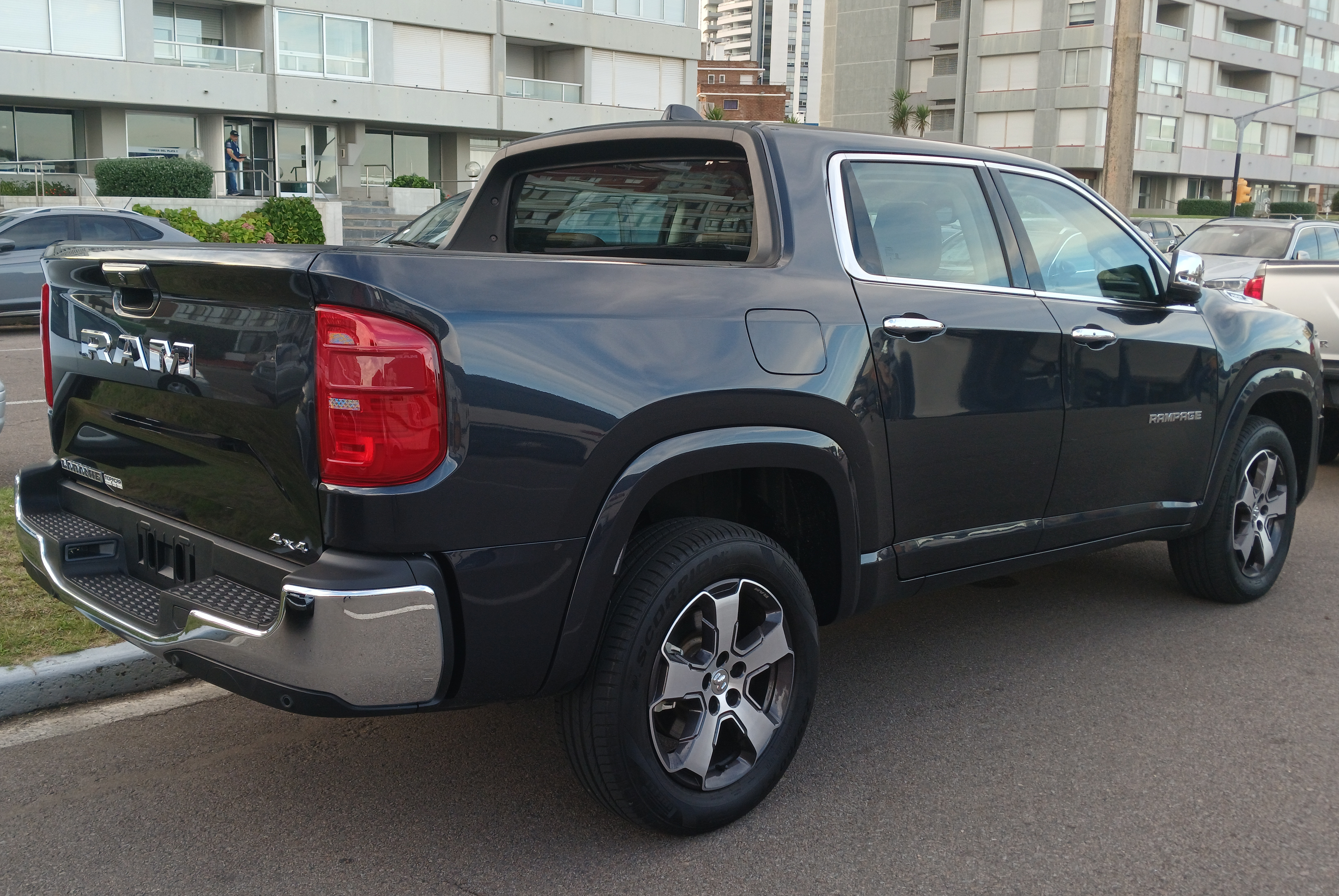
Heckansicht

Der Ram Rampage ist ein Pick-up der zu Stellantis gehörenden US-amerikanischen Marke Ram Trucks.

## Geschichte
Am 5. Juni 2023 wurden der Name des Fahrzeugs bekanntgegeben und erste Bilder des Fahrzeugs veröffentlicht. Zum Produktionsstart am 7. Juni 2023 im brasilianischen Goiania war auch Staatspräsident Lula vor Ort. Offiziell vorgestellt wurde der Pick-up am 20. Juni 2023. Zeitgleich startete der Vorverkauf in Brasilien. Die ersten 500 Wagen waren innerhalb 28 Minuten vergriffen. Die ersten Rampage wurden im August 2023 ausgeliefert. Als Konkurrenzmodelle werden beispielsweise der Ford Maverick und der Hyundai Santa Cruz genannt. Wie schon das Vorgängermodell Ram 1000, das ebenfalls in Brasilien gebaut, aber nur exportiert wurde, teilt sich der Rampage die Technik mit dem Fiat Toro.
Ein Export des Rampage aus Brasilien nach Nordamerika gilt wegen der sogenannten Chicken Tax, die für als Kleinlaster eingestufte Modelle gilt und 25 Prozent beträgt, als unwahrscheinlich. Prototypen des Wagens wurden jedoch in den USA gesichtet. Eine Produktion im mexikanischen Toluca scheint möglich zu sein; damit ließe sich auch die Strafsteuer von 25 Prozent vermeiden. Auch eine Wiederaufnahme der Produktion im US-amerikanischen Stellantis-Werk in Belvidere (Illinois) steht zur Debatte.

## Motorisierungen
Angetrieben wurde das Fahrzeug zum Marktstart entweder vom aus dem Jeep Wrangler bekannten 2,0-Liter-Ottomotor mit 200 kW (272 PS) oder einem 2,0-Liter-Dieselmotor von Fiat mit 125 kW (170 PS). Im November 2024 ersetzte ein 2,2-Liter-Dieselmotor mit 147 kW (200 PS) die bisherige Variante. Alle Modelle haben ein 9-Stufen-Automatikgetriebe und Allradantrieb.
|                                             | 2.0 Hurricane              | 2.0 Multijet               | 2.2 Turbodiesel            |
| Bauzeitraum                                 | seit 06/2023               | 06/2023–11/2024            | seit 11/2024               |
| Motorkenndaten                              |                            |                            |                            |
| Motortyp                                    | R4-Ottomotor               | R4-Dieselmotor             | R4-Dieselmotor             |
| Hubraum                                     | 1995 cm³                   | 1956 cm³                   | 2184 cm³                   |
| max. Leistung bei min−1                     | 200 kW (272 PS)/5200       | 125 kW (170 PS)/3750       | 147 kW (200 PS)/3500       |
| max. Drehmoment bei min−1                   | 400 Nm/3000                | 380 Nm/1750                | 450 Nm/1500                |
| Kraftübertragung                            |                            |                            |                            |
| Antrieb                                     | Allradantrieb              | Allradantrieb              | Allradantrieb              |
| Getriebe                                    | 9-Stufen-Automatikgetriebe | 9-Stufen-Automatikgetriebe | 9-Stufen-Automatikgetriebe |
| Messwerte                                   |                            |                            |                            |
| Höchstgeschwindigkeit                       | 210–220 km/h               | 186 km/h                   | 196 km/h                   |
| Beschleunigung, 0–100 km/h                  | 6,9–7,1 s                  | 10,9 s                     | 9,9 s                      |
| Kraftstoffverbrauch auf 100 km (kombiniert) | 10,0–10,3 l Super          | 8,1 l Diesel               | 7,5 l Diesel               |
| Tankinhalt                                  | 55 l                       | 60 l                       | 60 l                       |